# Patrick Fernandez

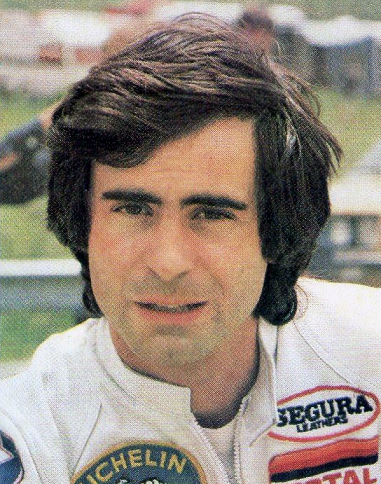
Patrick Fernandez in 1978

Patrick Fernandez (Algiers, 4 maart 1952) is een Frans voormalig motorcoureur. Zijn beste jaar was het seizoen 1979, toen hij in de 250cc-klasse als vijfde eindigde en in de 350cc-klasse als tweede.

## Privé
Hoewel hij in Algiers werd geboren, was Patrick Fernandez van Franse ouders, die terug naar Frankrijk verhuisden bij het uitbreken van de Algerijnse Oorlog. Patrick hield zich aanvankelijk bezig met karting en wielrennen, maar toen zijn vader dealer van Yamaha in Saint Tropez werd ging hij motorracen. 
Patrick Fernandez is twee keer gehuwd. Zijn eerste vrouw schonk hem een zoon. Uit zijn tweede huwelijk werden drie kinderen geboren.

## Carrière
Hij debuteerde in 1971 en in 1972 werd hij al Frans kampioen in de 125cc-klasse. Na zijn militaire dienstplicht richtte hij zich volledig op het racen en in het seizoen 1975 debuteerde hij met een 125cc-Yamaha AS-3 LC in het wereldkampioenschap wegrace. Zijn eerste punten scoorde hij in de Grand Prix van Oostenrijk, waarin hij zevende werd.
In het seizoen 1976 stapte hij over naar de door hem zo geliefde 250- en 350cc-klassen, waarin hij tijdens dit seizoen - mits hij de eindstreep haalde - bijna altijd punten wist te scoren. 
Het seizoen 1977 begon voor Patrick Fernandez erg goed: al in de eerste GP (Venezuela) scoorde hij zijn eerste twee podiumplaatsen. Hij werd derde in de 350cc-race en tweede in de 250cc-race. Tijdens de GP van Oostenrijk op 1 mei ging het echter vreselijk mis. Bij een enorme valpartij verloor Hans Stadelmann het leven, maar de organisatie maakte ook grote fouten. Omdat de race pas na acht ronden werd afgevlagd konden ambulances de plaats van het ongeval niet bereiken. Behalve Stadelmann lagen daar ook  Johnny Cecotto (armbreuk), Franco Uncini (licht gewond), Dieter Braun (hersenschudding en beschadigde nekwervels) en Patrick Fernandez (ernstig gewond door open wonden aan rug en zij en veel bloed verloren). De chirurgen in het ziekenhuis hadden hun handen al vol doordat er een groot ongeluk in de buurt van Salzburg was gebeurd. Braun zou een uur met - naar men toen nog dacht - een gebroken nek op de gang hebben gelegen en Fernandez zou minstens een half uur hebben liggen schreeuwen van pijn voordat hij geholpen kon worden. Bovendien mocht de nieuwe mobiele kliniek van dokter Costa niet gebruikt worden omdat buitenlandse artsen in Oostenrijk alleen eerste hulp mochten verlenen en werd Brian Littler, die zich met de veiligheid bezighield, door de politie uit het rennerskwartier verwijderd omdat hij protesteerde tegen de gang van zaken. Patrick Fernandez raakte ernstig gewond, maar hij bleef bij bewustzijn. Dat redde zijn leven, want hij kon de artsen vertellen dat hij buikpijn had, waardoor een gescheurde darm werd ontdekt. Als dat niet was gebeurd zou hij waarschijnlijk door inwendige bloedingen zijn overleden. Pas op 19 juni kon Fernandez zijn gebroken seizoen voortzetten met de GP van Joegoslavië, waar hij meteen weer in beide klassen punten scoorde. Tijdens de TT van Assen haalde hij in de 350cc-klasse zijn eerste poleposition, reed hij de snelste ronde maar eindigde hij slechts als derde. Dat had alles te maken met het feit dat hij nog steeds op krachten moest komen na zijn ongeluk. Dat kostte hem ook de overwinning in de Zweedse Grand Prix.
Het seizoen 1978 begon opnieuw met twee podiumplaatsen tijdens de Venezolaanse GP. Ook de rest van het seizoen verliep goed, behoudens enkele valpartijen en technische problemen, maar hij eindigde als derde in het wereldkampioenschap 250 cc. Daarmee was hij als privérijder toch de beste Yamaha-coureur achter de Kawasaki-fabrieksrijders Kork Ballington en Gregg Hansford.
Het seizoen 1979 werd het beste voor Patrick Fernandez. Hij grossierde in podiumplaatsen en sloot het seizoen af met zijn eerste overwinning in de 350cc-race van de Franse Grand Prix. Hij eindigde als vijfde in de 250cc-klasse en als tweede in de 350cc-klasse. 
Het seizoen 1980 was bijzonder teleurstellend. Fernandez waagde zich met een Yamaha TZ 500 aan de 500cc-klasse, maar scoorde slechts een zevende plaats tijdens de TT van Assen. Zijn 250- en 350cc-Yamaha's voorzag hij van een Bimota-frame. In drie klassen tijdens een Grand Prix starten kon echter niet, daarmee werd het maximale racekilometers overschreden. Er moesten dus keuzes gemaakte worden, maar er waren genoeg GP's waar de drie klassen niet allemaal reden. Bovendien brak hij bij een val tijdens de Britse GP een been, waardoor hij de laatste twee GP's moest missen. 
Het seizoen 1981 verliep weer erg goed. Fernandez scoorde goed in de eerste Grand Prix van Argentinië en won de 350cc-race van de Oostenrijkse Grand Prix. Tijdens de 250cc-GP des Nations werden Patrick Fernandez, Ángel Nieto en Eric Saul aanvankelijk gediskwalificeerd omdat ze te laat aan de start kwamen. Die diskwalificatie kwam gelukkig na de race, 's avonds om kwart voor elf. Daardoor had iedereen aan de race deel kunnen nemen en na een protest kreeg Fernandez vier weken later alsnog zijn vijfde plaats terug. Voor Saul was het echter nog belangrijker: hij werd winnaar van de race. Fernandez presteerde vooral tot de TT van Assen erg constant, waardoor hij zich in twee klassen in de top drie kon handhaven, maar het tweede deel van het seizoen verliep moeizamer. Tijdens de laatste Grand Prix kwam hij aan de start met de Bartol-machines van Harald Bartol, maar zonder succes. In de 350cc-race viel hij uit door een defecte motor en de 250cc-Bartol sloeg bij de start niet aan. Toch sloot hij het seizoen goed af met een vierde plaats in de 350cc-klasse en een vijfde plaats in de 250cc-klasse.
In het seizoen 1982 bleef Patrick Fernandez met de Bartols rijden, maar nu ook weer met Bimota-frames. Het werd geen succes. Hij haalde het podium bij de Oostenrijkse Grand Prix, maar kon verder niet regelmatig in de punten rijden. Zowel in de 250- als in de 350cc-klasse eindigde hij als eenentwintigste. 
In het seizoen 1983 was de 350cc-klasse geschrapt en Fernandez beperkte zich tot de 250cc-klasse, aanvankelijk nog steeds op de Bimota-Bartol. Harald Bartol werkte in de eerste helft van het seizoen nog aan nieuwe, betere machines, die bij de GP van Joegoslavië klaar waren. Er waren echter grote stuurproblemen met de nieuwe frames en Fernandez reed deze race nog met het Bimota-frame, maar haakte daarna af. Hij kocht een Yamaha TZ 250 waarmee hij het seizoen weliswaar afmaakte, maar geen punten meer kon scoren. 
Het seizoen 1984 begon weer optimistisch, met een overwinning tijdens de GP van Zuid-Afrika. Hij scoorde later nog een punt tijdens de Joegoslavische GP, waardoor hij nog even in de top tien van de 250cc-klasse bleef hangen, maar in de rest van het seizoen kon hij niet scoren en hij sloot het jaar als elfde af. 
In het seizoen 1985 kocht hij een machine van Antonio Cobas, die werd aangedreven door een Rotax-tandemtwin. Hij haalde er slechts één keer de finish mee (vijftiende in de GP van Zuid-Afrika) en kwam in de laatste drie GP's niet eens meer aan de start, maar pas begin 1986 maakte hij bekend dat hij definitief zou stoppen met racen. Hij opende een restaurant in zijn woonplaats Saint Tropez.

## Wereldkampioenschap wegrace resultaten
(Races in vet zijn pole-positions; races in cursief geven de snelste ronde aan)
| Jaar | Klasse | Team  | Motorfiets           | 1       | 2            | 3       | 4       | 5       | 6       | 7       | 8       | 9       | 10      | 11      | 12      | 13      | 14      | Punten | Plaats | Overwinningen |
| ---- | ------ | ----- | -------------------- | ------- | ------------ | ------- | ------- | ------- | ------- | ------- | ------- | ------- | ------- | ------- | ------- | ------- | ------- | ------ | ------ | ------------- |
| 1975 | 125 cc | Privé | Yamaha AS-3 LC       | FRA DNQ | SPA -        | OOS 7   | DUI -   | NAT -   |         | NED -   | BEL -   | ZWE -   |         | TSL -   | JOE -   |         |         | 4      | 20e    | 0             |
| 1976 | 250 cc | Privé | Yamaha TZ 250        | FRA 10  |              | NAT DNF | JOE 4   | IOM -   | NED 6   | BEL 9   | ZWE -   | FIN 8   | TSL 12  | DUI DNF | SPA 9   |         |         | 21     | 12e    | 0             |
| 1976 | 350 cc | Privé | Yamaha TZ 350        | FRA 7   | OOS -        | NAT DNQ | JOE DNF | IOM -   | NED DNF |         |         | FIN 10  | TSL DNF | DUI 11  | SPA -   |         |         | 5      | 28e    | 0             |
| 1977 | 250 cc | Privé | Yamaha TZ 250        | VEN 2   |              | DUI -   | NAT -   | SPA -   | FRA -   | JOE 6   | NED DNF | BEL 8   | ZWE DNF | FIN 6   | TSL 8   | GBR DNF |         | 28     | 10e    | 0             |
| 1977 | 350 cc | Privé | Yamaha TZ 350        | VEN 3   | OOS afgelast | DUI -   | NAT -   | SPA -   | FRA -   | JOE 7   | NED 3   |         | ZWE 3   | FIN DNF | TSL DNF | GBR DNF |         | 34     | 8e     | 0             |
| 1978 | 250 cc | Privé | Yamaha TZ 250        | VEN 3   | SPA DNF      |         | FRA 21  | NAT 5   | NED 8   | BEL 4   | ZWE 3   | FIN DNF | GBR 8   | DUI 9   | TSL 4   | JOE 6   |         | 55     | 3e     | 0             |
| 1978 | 350 cc | Privé | Yamaha TZ 350        | VEN 2   |              | OOS 11  | FRA 6   | NAT 7   | NED DNF |         | ZWE 6   | FIN DNF | GBR DNF | DUI -   | TSL DNF | JOE 3   |         | 36     | 8e     | 0             |
| 1979 | 250 cc | Privé | Yamaha TZ 250        | VEN DNF |              | DUI 16  | NAT 6   | SPA 6   | JOE 3   | NED 6   | BEL -   | ZWE 3   | FIN 3   | GBR 8   | TSL 6   | FRA 3   |         | 63     | 5e     | 0             |
| 1979 | 350 cc | Privé | Yamaha TZ 350        | VEN 3   | OOS 6        | DUI DNF | NAT 3   | SPA 4   | JOE 4   | NED 2   |         |         | FIN 2   | GBR DNF | TSL 3   | FRA 1   |         | 90     | 2e     | 1             |
| 1980 | 250 cc | Privé | Bimota-Yamaha TZ 250 | NAT -   | SPA -        | FRA -   | JOE -   | NED -   | BEL 3   | FIN 5   | GBR -   | TSL -   | DUI -   |         |         |         |         | 16     | 10e    | 0             |
| 1980 | 350 cc | Privé | Bimota-Yamaha TZ 350 | NAT DNF |              | FRA DNF |         | NED 2   |         |         | GBR DNF | TSL -   | DUI -   |         |         |         |         | 12     | 10e    | 0             |
| 1980 | 500 cc | Privé | Yamaha TZ 500        | NAT DNF | SPA DNF      | FRA DNF |         | NED 7   | BEL DNF | FIN 14  | GBR -   |         | DUI -   |         |         |         |         | 4      | 17e    | 0             |
| 1981 | 250 cc | Privé | Bimota-Yamaha TZ 250 | ARG 3   |              | DUI DNF | NAT 5   | FRA 7   | SPA 6   |         | NED 3   | BEL 12  | SMR 8   | GBR 20  | FIN 6   | ZWE DNF |         | 43     | 5e     | 0             |
| 1981 | 250 cc | Privé | Bartol 250           |         |              |         |         |         |         |         |         |         |         |         |         |         | TSL DNF | 43     | 5e     | 0             |
| 1981 | 350 cc | Privé | Bimota-Yamaha TZ 350 | ARG 4   | OOS 1        | DUI DNF | NAT 4   |         |         | JOE 7   | NED 4   |         |         | GBR 8   |         |         |         | 46     | 4e     | 1             |
| 1981 | 350 cc | Privé | Bartol 250           |         |              |         |         |         |         |         |         |         |         |         |         |         | TSL DNF | 46     | 4e     | 1             |
| 1982 | 250 cc | Privé | Bimota-Bartol 250    |         |              | FRA -   | SPA -   | NAT DNF | NED 5   | BEL DNF | JOE 14  | GBR 12  | ZWE DNF | FIN 16  | TSL 5   | SMR 8   | DUI 5   | 21     | 14e    | 0             |
| 1982 | 350 cc | Privé | Bimota-Bartol 350    | ARG DNF | OOS 3        | FRA DNF |         | NAT DNF | NED 4   |         |         | GBR DNF |         | FIN 8   | TSL 17  |         | DUI DNF | 21     | 9e     | 0             |
| 1983 | 250 cc | Privé | Bimota-Bartol 250    | ZAF 4   | FRA 6        | NAT DNF | DUI 2   | SPA DNF | OOS 11  | JOE 10  |         |         |         |         |         |         |         | 26     | 11e    | 0             |
| 1983 | 250 cc | Privé | Yamaha TZ 250        |         |              |         |         |         |         |         |         |         | NED DNF | BEL 11  | GBR DNF | ZWE 14  |         | 26     | 11e    | 0             |
| 1984 | 250 cc | Privé | Yamaha TZ 250        | ZAF 1   | NAT DNF      | SPA 24  | OOS DNF | DUI DNF | FRA 17  | JOE 10  | NED 11  | BEL 19  | GBR 19  | ZWE DNF | SMR 15  |         |         | 16     | 14e    | 1             |
| 1985 | 250 cc | Privé | JJ Cobas-Rotax       | ZAF 15  | SPA DNQ      | DUI DNF | NAT DNQ | OOS 23  | JOE DNF | NED DNQ | BEL -   | FRA DNF | GBR -   | ZWE -   | SMR -   |         |         | 0      | -      | 0             |

## Trivia

### Pak slaag
Op het Autódromo Internacional de San Carlos in Venezuela regeerde Yamaha-importeur en organisator Andres Ippolito met harde hand. De Grand Prix-wegrace van Venezuela was al niet populair onder de coureurs, niet alleen vanwege de hoge temperaturen, maar ook vanwege de corrupte douane- en politieambtenaren, de slechte organisatie en huisvesting en de hoge reiskosten. In 1979 vroeg Patrick Fernandez de organisatie om de luidspreker naast zijn pitbox uit te schakelen omdat hij door de harde muziek nauwelijks kon sleutelen. Toen dat niet werd gehonoreerd trok hij zelf de stekker uit de luidspreker. Daarop gaf Andres Ippolito een vijftal politieagenten opdracht hem uit zijn pitbox te sleuren. Via een portofoon gaf hij opdrachten aan de agenten, die eerst vier "onschuldigen" uit de pitbox haalden. Toen ze Fernandez eindelijk in het zonlicht hadden getrokken kreeg hij in opdracht van Ippolito een pak slaag. De Grand Prix van Venezuela werd van de kalender geschrapt, maar Ippolito schopte het nog tot voorzitter van de FIM. Het voorval belette Fernandez niet om derde te worden in de 350cc-race.